# Simosyrphus grandicornis
Espèce
Simosyrphus grandicornis est une espèce de la famille des Syrphidae communément appelées « Mouches des fleurs ». C'est l'un des deux syrphes les plus répandus en Australie, aux côtés de  Melangyna viridiceps.

## Description
Comme tous les diptères, S. grandicornis possède deux ailes fonctionnelles et une morphologie qui lui permet le vol stationnaire.
Sa livrée noire et jaunes imitant les guêpes ou les abeilles est commune aux syrphes. Ce caractère est une forme de mimétisme batésien.
S. grandicornis est souvent confondue avec des espèces d'Ischioloncha , et notamment I. scutellaris les deux espèces étant sympatriques. Les mâles des deux espèces possèdent par ailleurs tous deux de grands organes génitaux. Les caractères suivants, vérifiés par grandcornis permettent de les distinguer :
1. le basoflagellomère largement arrondi,
2. le katepisternum noir,
3. le  métatrochanter mâle simple,
4. un métafémur noir, jaune sur le quatrième apical[1].

## Distribution
Selon le GBIF, le taxon est présent en Australie, y compris en Tanzanie, en Nouvelle-Zélande, Nouvelle Calédonie mais absent de Nouvelle Guinée. Il a été introduit dans des îles de Polynésie et à Hawaï,. En France, l'origine de sa présence en Nouvelle-Calédonie est considérée cryptogène par l'INPN, c'est-à-dire qu'on ne sait si ce taxon y est indigène ou introduit.

## Classification
Le nom valide complet (avec auteur) de ce taxon est Simosyrphus grandicornis (Macquart, 1842).
L'espèce a été initialement classée dans le genre Syrphus sous le protonyme Syrphus grandicornis Macquart, 1842.
Simosyrphus grandicornis a pour synonymes :
- Ischiodon grandicornis (Macquart)
- Metasyrphus fasciatus Shiraki, 1963
- Syrphus australiensis Goot, 1964
- Syrphus grandicornis Macquart, 1842
- Syrphus huttoni Goot, 1964
- Syrphus melanurus Bigot, 1884
- Syrphus obesus Hutton, 1901
- Syrphus pusillus Macquart, 1847
- Syrphus sydneyensis Macquart, 1846
- Syrphus vitiensis Bezzi, 1928

## Publication originale
- J. Macquart, Diptères exotiques nouveaux ou peu connus, vol. 2, Paris, 1842, 140 p. (lire en ligne)